# Menthières
Menthières est un hameau de la commune de Chézery-Forens, dans le département de l'Ain, qui accueille une station de ski du massif du Jura rattachée au domaine skiable de la station Monts Jura.

## Histoire
Menthières est une ancienne communauté d'habitants (avant la Révolution), instaurée en commune en 1789, avant d'être réunie en 1794 à la commune de Chézery, laquelle a absorbé en 1962 la commune de Forens pour donner naissance à Chézery-Forens.
Le hameau de Menthières est isolé de son chef-lieu, Chézery, dont il est distant de 9 km par une route de montagne. Lorsque le déneigement est mal assuré, le hameau peut se trouver coupé du reste du monde, ce qui fut le cas de décembre 1951 à mars 1952. C'est pourquoi ses habitants ont demandé en 1957 leur rattachement à la commune de Confort, village distant de seulement 8 km par une route moins enneigée en hiver. Leur requête fut rejetée, mais ils obtinrent l'année suivante l'amélioration de leur liaison avec Chézery de façon à garantir leur désenclavement.
Depuis plus de deux siècles, Menthières s'est inexorablement dépeuplé, et la création de la station de ski en 1987 n'a pas permis d'engager significativement le renouveau espéré.

## Station de ski

### Historique
La station de ski de Menthières (pistes, remontées mécaniques et village de vacances) a été créée en 1987 par un
syndicat intercommunal regroupant les communes de Bellegarde-sur-Valserine, Lancrans, Confort et
Chézery-Forens, le Syndicat Intercommunal de Menthières. L'exploitation s'est tout de suite révélée déficitaire. D'abord gérée en régie directe, elle a été ensuite confiée
successivement à deux sociétés d'économie mixte, puis à l'OCCAJ, à VVF et enfin à un promoteur privé qui a dû déposer le bilan en 1999.
Finalement, lors de la création du syndicat mixte des Monts Jura en 2006, regroupant les stations de Mijoux, La Faucille, Lélex et Crozet, le Conseil général de l'Ain pousse celui-ci à incorporer la station de Menthières.

### Description
Le domaine de ski alpin est situé entre le hameau de Menthières à 1 070 mètres et le Crêt des Frasses à 1 535 mètres, dans le massif du Grand Crêt d'Eau. Le domaine skiable comporte 10 pistes de ski alpin et 2 pistes de ski de fond. Les remontées mécaniques comprennent 1 télésiège et 5 téléskis.